# Yeşilyazı, Göynük
Yeşilyazı là một xã thuộc huyện Göynük, tỉnh Bolu, Thổ Nhĩ Kỳ. Dân số thời điểm năm 2010 là 85 người.